# Museo del duomo di Udine
Il Museo del duomo di Udine è un museo, ospitato nel battistero del duomo di Udine, dedicato alla figura del beato Bertrando di San Genesio (1265-1350), considerato uno dei padri fondatori della città di Udine, avendo trasportato in tempi tumultuosi vari dicasteri economici dall'antica capitale longobarda Cividale del Friuli, a Udine. 

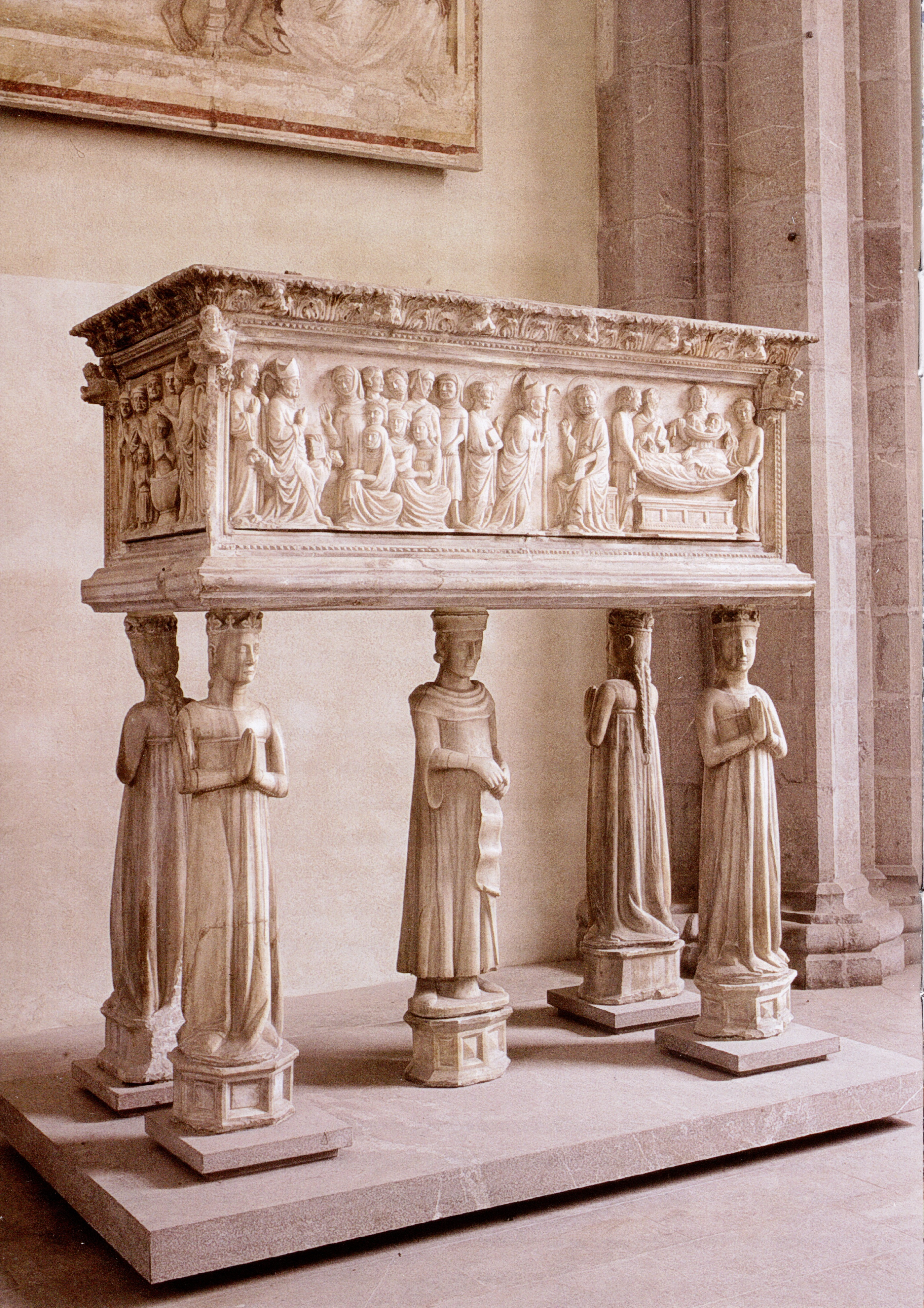
L'arca del beato Bertrando di San Genesio.

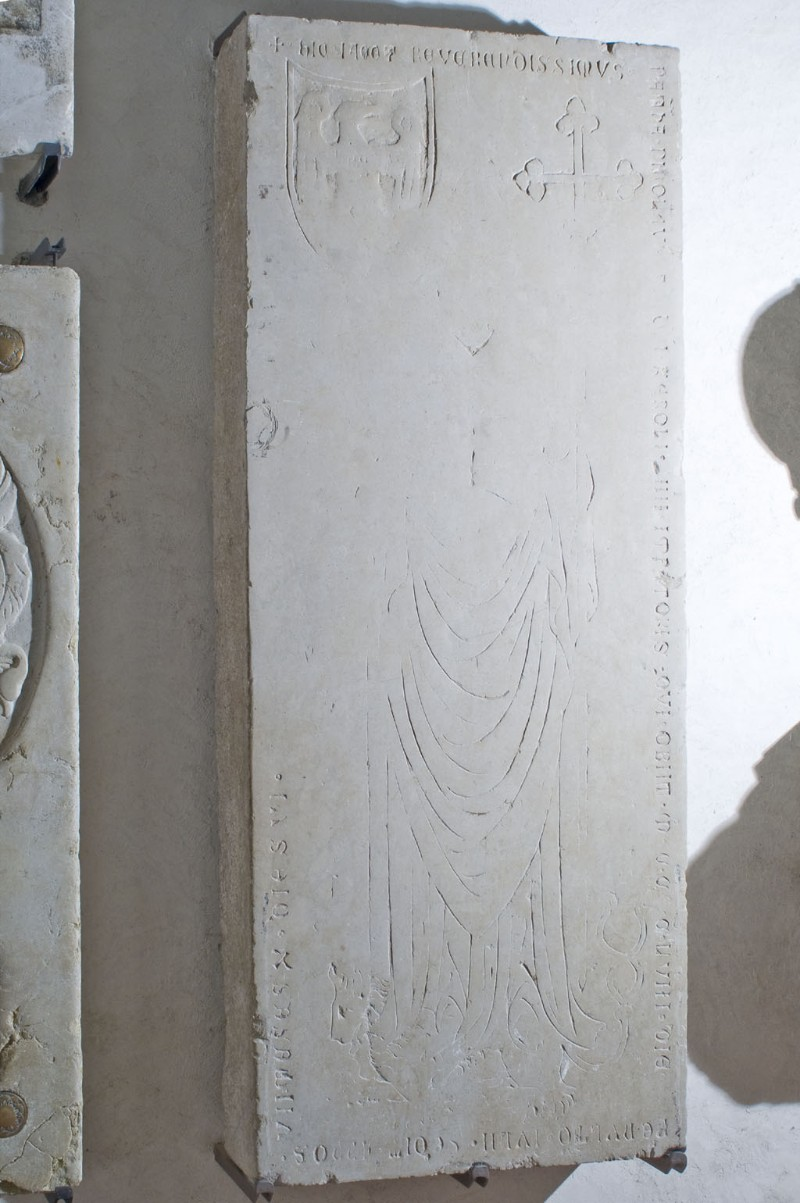
Lapide del patriarca Nicola di Lussemburgo

Il Museo l'arca di marmo del beato Bertrando da lui stesso fatta costruire per raccogliervi le reliquie dei santi Ermacora e Fortunato, patroni della città di Udine, dove poi fu posto il suo corpo dopo l'assassinio. Ora il corpo del beato riposa in una teca sotto l'altare di san Giuseppe nel duomo.
All'interno del Museo si possono ammirare vari affreschi raffiguranti san Nicola di Bari, i santi Ermacora e Fortunato, alcuni staccati dalle pareti della cattedrale e qui ricomposti.
Il Museo conserva paramenti sacri di epoca medioevale, alcuni appartenuti allo stesso beato Bertando,  che riportano una aquila d'oro su sfondo blu, simbolo che è stato scelto per rappresentare il Friuli-Venezia Giulia.